# Château souabe de Porto Recanati
Le château souabe de Porto Recanati est situé dans la commune de Porto Recanati, province de Macerata dans les Marches,.
Son nom dérive de l'empereur Frédéric II de Souabe. Il a été construit dans la première moitié du XIIIe siècle, probablement vers 1225, année de construction de certaines structures de la Tour carrée. Il fut ensuite fortifié avec de nouveaux murs en 1369 et des douves furent ajoutées en 1404.

## Historique
C'est en 1229 que l'on trouve le document par lequel l'empereur Frédéric II de Souabe  ratifiait la possession par Recanati des terres qui s'étendaient de Musone à Potenza, autorisant la construction d'un nouveau port et de structures destinées à le défendre. La concession de Frédéric fut confirmée en 1240 par le pape Grégoire IX pour les États pontificaux et, en 1243, sous le pontificat d'Innocent IV, elle devint un port franc.

## Description
Le bâtiment se présente comme un vaste quadrilatère avec une haute tour principale à peu près à mi-hauteur du côté est, vers la mer. La tour a été construite avant l'ensemble de la fortification dans un but évident de surveillance. Le long du périmètre des murs, dans l'angle sud-ouest, se trouve une deuxième tour semi-circulaire construite vers 1400. Un chemin de ronde utilisé pour la garde et la protection par le haut est visible sur tout le mur.
Actuellement, la grande cour abrite l'Arena Beniamino Gigli, du nom du célèbre ténor de Recanati, qui, pendant la saison estivale, devient le théâtre de spectacles et d'événements culturels.
Au premier étage du bâtiment résidentiel du château, il est possible de visiter la  pinacothèque communale  qui abrite des œuvres collectionnées par le citoyen de Porto Recanati, Attilio Moroni (it) (1909–1986), recteur historique de l'Université de Macerata, juriste et passionné d'art ; la salle d'entrée est dédiée au peintre de Porto Recanati  Biagio Biagetti (1877–1948).

## Galerie

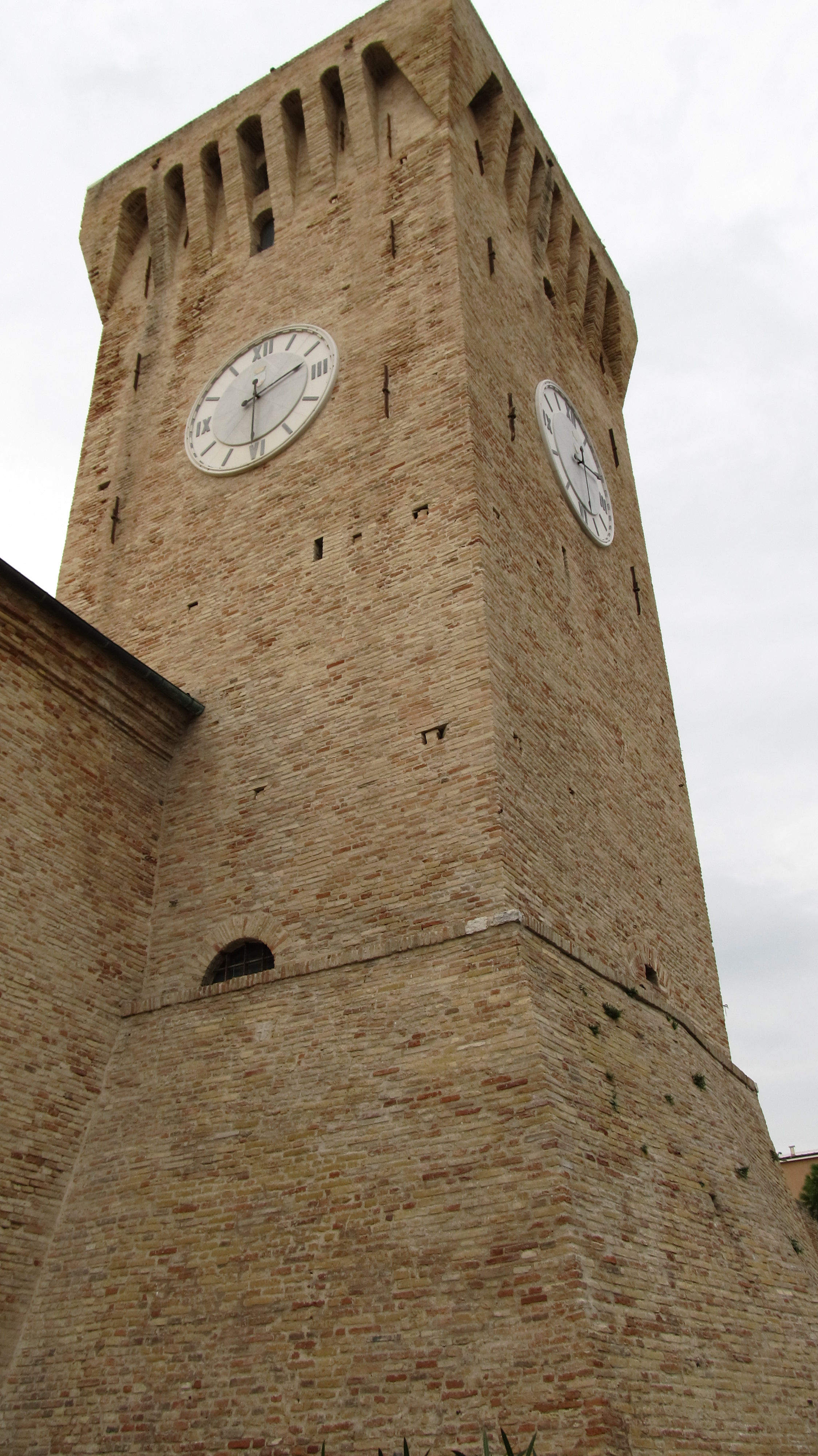
La tour carrée.
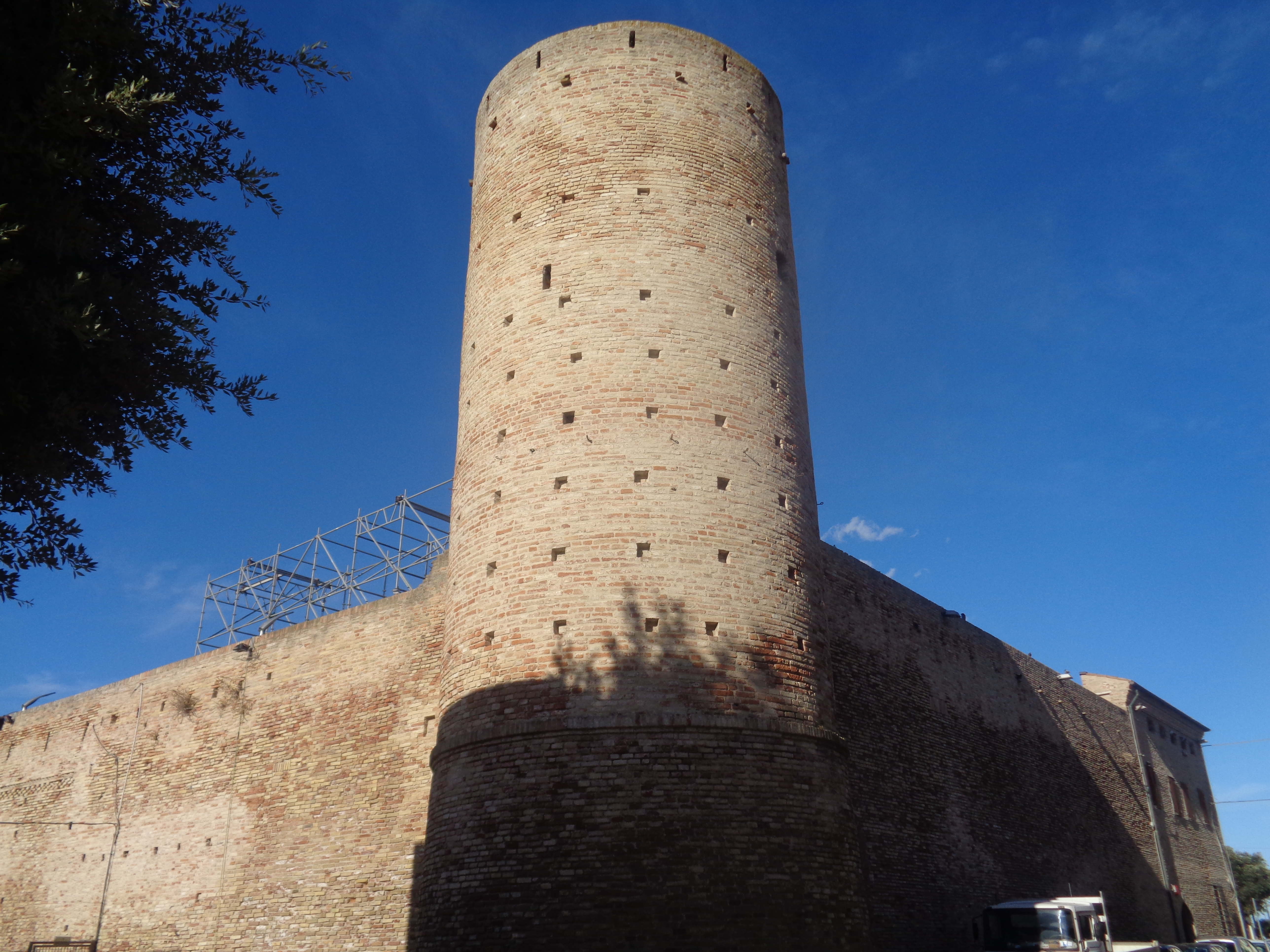
La tour ronde.
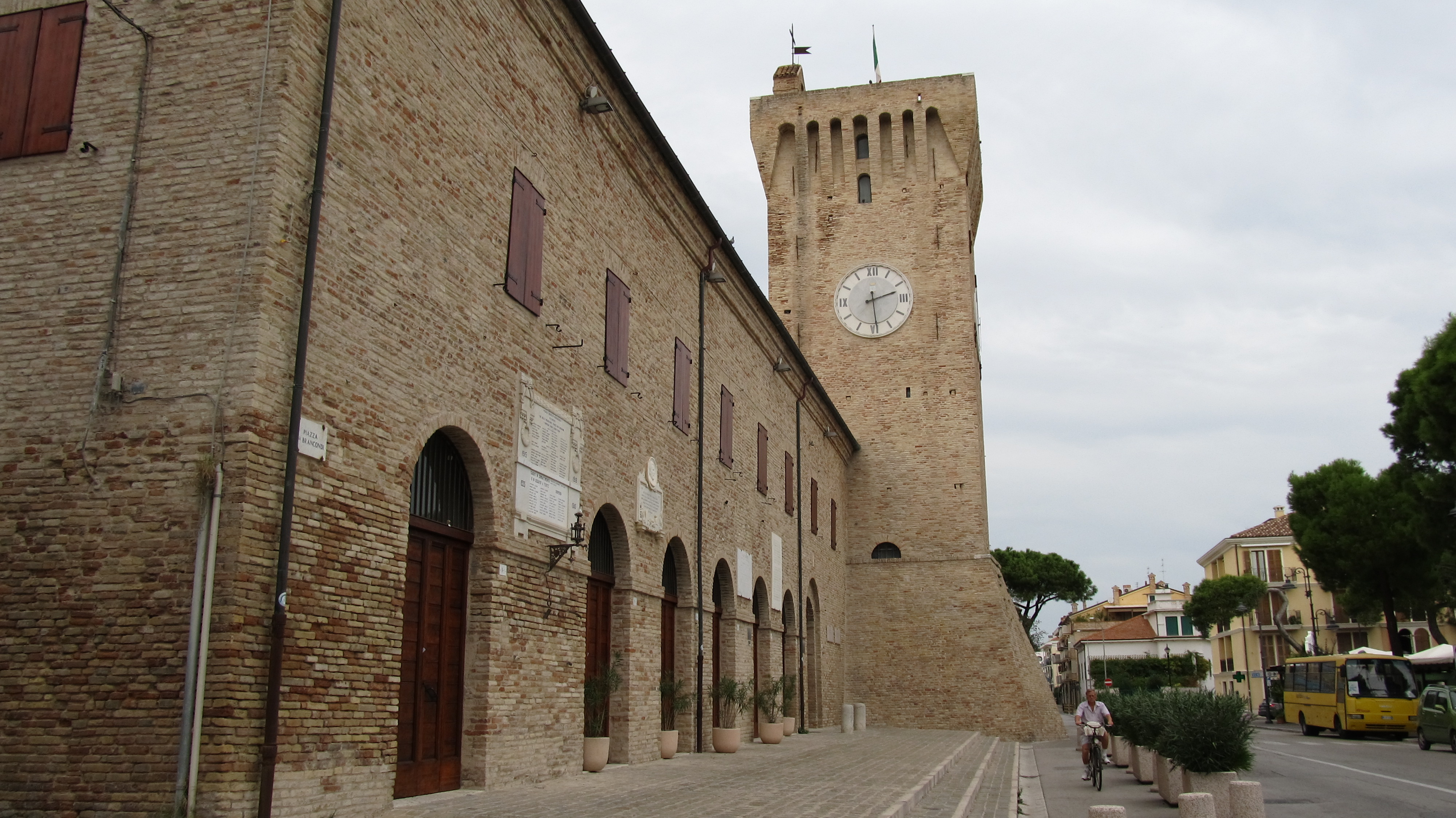
La façade.
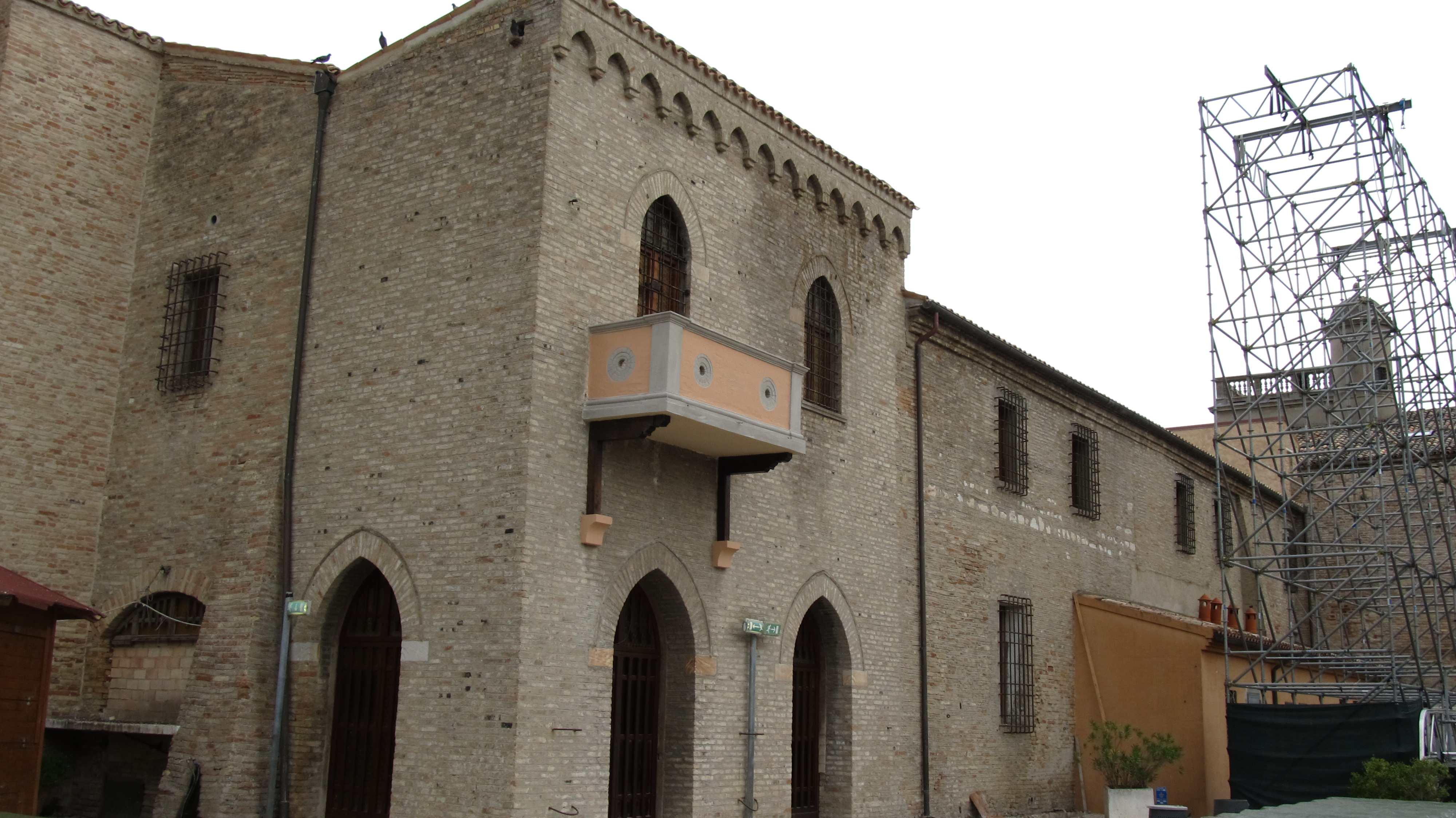
L'intérieur.